# Continental Center (New York)
Het Continental Center is een modernistisch gebouw in Lower Manhattan in de Amerikaanse stad New York. De hoogte van het gebouw bedraagt 169 meter en het Continental Center telt 41 verdiepingen. Het gebouw heeft een glasgevel en wordt grotendeels door kantoren beslagen, maar daarnaast ook door enkele auditoria. Onder in het gebouw bevindt zich een atrium met bomen en een horecagelegenheid.
Het gebouw werd ontworpen door Swanke Hayden Connell Architects en werd ontwikkeld door The Rockefeller Group. Voor de bouw moesten de luchtrechten van een aantal naastgelegen lagere gebouwen worden overgedragen. In 1983 was het Continental Center, dat oorspronkelijk werd gebruikt door Continental Insurance, gereed. In 2000 onderging het gebouw een renovatie. De huidige eigenaar van het Continental Center is de Monian Group, die het verhuurt aan een aantal financiële en juridische bedrijven. Ook hebben huurders als Goldman Sachs en de American International Group in het verleden kantoorruimte gehuurd in het Continental Center.
In 2012 ontving het Continental Center een Energy Star-label voor zijn energiemanagement.

## Ligging
Het Continental Center is gelegen op het adres 180 Maiden Lane in Lower Manhattan. Het gebouw wordt aan elk van de vier zijden door straten omsloten, namelijk beginnend bij het noorden met de klok mee door Maiden Lane, South Street, Pine Street en Front Street. Het Continental Center ligt dicht bij de East River, waarvan het gebouw gescheiden wordt door South Street en de Franklin D. Roosevelt East River Drive, een autosnelweg. Het Continental Center is ook via het openbaar vervoer bereikbaar. Het gebouw ligt namelijk drie blokken verwijderd van het metrostation Wall Street, dat zich ten noordwesten van het Continental Center bevindt. Bij dat metrostation stoppen metro's van de lijnen 2 en 3. Ook bevinden Pier 11 en de East River Ferry, waar boten vertrekken, zich in de directe omgeving van het gebouw.